# Кирганик (село)
Кирганик — упразднённое в 2020 году село в Мильковском районе Камчатского края России.

## География
Село расположено на левом берегу реки Камчатки, недалеко от устья её притока — реки Кирганик, севернее административного центра поселения и района — села Милькова.

## История
Впервые упоминается С. П. Крашенинниковым 18 веке как ительменский острожек Кыр-ген.
Из описания посетившего поселение Г. Кеннана:
...селение расположено на небольшом возвышении у берега реки или протоки, окружено группами тополей и берез и защищено высокими холмами от холодных северных ветров. Низенькие домики, скученные в беспорядке у берега, построены из бревен и проконопачены сухим мхом. Крыши покрыты сухой осокой и лубочными полосами, которые свешиваются по сторонам и образуют большие навесы. Вместо стекол и оконных рам часто бывают натянуты прозрачные рыбьи пузыри, сшитые вместо ниток сухими жилами северного оленя. Двери всегда почти квадратные, а трубы состоят из нескольких прямых жердей, составленных так, что образуют высокую, длинную трубку, обмазанную толстым слоем глины.
В 1930 году н Кирганике был основан колхоз «Красное знамя».
5 января 1959 года был упразднен Кирганикский сельсовет, с того момента жители стали постепенно переселяться в Мильково. В начале 1960-х гг. в селе имелись: начальная школа, почтовое отделение, медицинский пункт, магазин, общественная баня. Действовала маломощная электростанция.
В настоящее время сохранившиеся дома используются мильковчанами под дачи.
Входил до 2020 года в состав Мильковского сельского поселения.
Упразднено в августе 2020 года.

## Население
| 1895 | 1939 | 1979 | 2002 | 2010 | 2012 | 2013 |
| ---- | ---- | ---- | ---- | ---- | ---- | ---- |
| 59   | ↗117 | ↘61  | ↘0   | →0   | →0   | →0   |
| 2015 | 2016 | 2018 | 2020 |      |      |      |
| ↗1   | →1   | →1   | →1   |      |      |      |

Зарегистрированных жителей здесь нет было, при этом село оставалось в списках населённых пунктов края.